# 2小时电视剧
2小时电视剧（日语：／ Ni Jikan Dorama）是日本电视节目播出的一种形式。它一般指的是在黄金时段或黄金档的21点到23点（部分电视剧是20点到22点）时间段播出的针对中老年收视群体的单集电视剧。2小时电视剧的题材通常又以悬疑和神秘题材居多，故也被称为“2小时悬疑剧”。2小时电视剧通常会在电视台的常规节目时间档内播出。

## 简介
2小时电视剧在最早大多以遭受冤狱的犯人家属四处奔走为亲人寻求清白或以犯人为主角的故事；随后故事的主角转为律师或检察官；而进入平成之后，2小时电视剧则大多为“刑侦剧”的衍生剧，以前刑警或普通人从事私家侦探行为为故事主流。电视剧的故事舞台大多安排在东京都或京都府，但在其他地区（特别是温泉地区）的故事也有。许多作品都是根据小说而改编，其中尤以松本清张、山村美纱、森村诚一、西村京太郎、内田康夫等人的小说居多。
日本最早出现的2小时电视剧是朝日电视台的“周六大千世界剧场”，该剧场的电视剧当初主要模仿北美地区的电视电影拍摄手法，而这些电视剧最早的播放时长只有90分钟。1980年以后，日本其他商业电视台也参与到同类型电视剧的制作竞争中来。这些电视剧的内容通常在单集内就播出完毕，但也有因为电视剧广受欢迎而将相同人物及设定制作成电视连续剧并转而以60分钟时长进行播出。2小时电视剧有固定的收视群体，主要以中老年女性为主。因为2小时电视剧的流行，大量专门以演出这类电视剧的演员也诞生了，例如：船越英一郎、片平渚、山村红叶等。实际上，这些2小时电视剧的播出时长不会超过100分钟（如果播出时段是90分钟那实际播出时长只有80分钟左右），所以在实际上就和一部电影的长度差不多。因此在早期有不少低成本电影导演及编剧活跃在2小时电视剧制作剧组，其中一些人直至2010年代还在拍摄一线。
由于在2小时电视剧的收视群体中，中老年观众占了一半以上，因此很多电视台也会在工作日的日间时段（主要是儿童及学生等未成年人不易收看的时段）重播这些类型电视剧。不过目前很多电视台不会重播1970年代及1980年代制作的2小时电视剧，因为那时的电视剧内有不少歧视性用语，并且含有过激的暴力及性内容。但是在部分独立甚高频无线电视台及付费CS卫星电视台还是可以收看到这些时代的2小时电视剧。在当前的各大日本电视频道里，播出的主流2小时电视剧大多是制作于1990年代及2000年代的热门系列作品，或是从2005年之后开始以高清画质拍摄及播出的单集作品；而1980年代后期的作品也会偶尔播出。尽管如此，考虑到未成年人在工作日的午间及傍晚时段还是容易接触到这些重播剧集，因而会移动到深夜时段播出。此外还有一些电视台将这些重播时段的内容替换成了1小时时长的电视剧的两集连播或重播综艺节目，亦或者干脆播出电视动画及资讯节目。
虽然没有在星期天的黄金时段设立播出2小时电视剧的常规节目时段的先例，但是曾经出现过由东京电视台（即现在的BS东视）与BS日本共同制作悬疑题材电视剧在BS日本晚间九点档定期播出的案例。在目前的周日黄金时段里，“花王周日剧场”（现周日剧场）和“花王名人剧场”等电视剧时段还是以播出1小时时长的单集电视剧为主；尽管当时TBS为了挽救“周一特别剧场”的收视率而将“花王名人剧场”与其交换时段时曾考虑过让“花王名人剧场”播出2小时电视剧，但最后还是不了了之。
作为日本公共电视台的NHK没有在常规电视剧时段制作并并处悬疑或神秘题材2小时电视剧的计划，不过在周六时也曾经以不定期电视剧或单集电视剧的播送形式播出过以松本清张系列、悬疑系列、科幻系列为名义的悬疑、推理及科幻题材电视剧。

## 档期

### 现有档期
- 周一黄金档8（日语：月曜プレミア8）（东京电视台）——2020年4月13日设立。这不是一个纯粹的2小时电视剧时段而是一个专门播出单集娱乐节目的综合时段。

### 曾有档期
- 日本电视网
  - 周二悬疑剧场→DRAMA COMPLEX（日语：DRAMA COMPLEX）→周二黄金剧场（日语：火曜ドラマゴールド）
  - 周一豪华浪漫剧场（日语：水曜グランドロマン）
  - 周四金色剧场（日语：木曜ゴールデンドラマ）→都市戏剧（日语：ドラマシティ (2時間ドラマ番組)）读卖电视台制作

- 朝日电视网

- TBS电视网

- 东京电视网

- 富士电视网

### 脚注
1. ↑  黄金档是日本广播电视时段的一种称呼，通常是指日本标准时间晚上8点到10点这个时段。黄金档的时段是包含在黄金时段（20:00-23:00）内。[1]
2. ↑  因为播出时段内还要预留广告播出时间。

### 出典
1. ↑  . 沪江网.   [2021-02-01]. （原始内容存档于2015-05-10）.
2. ↑  . 日本电影专门频道.   [2021-02-01]. （原始内容存档于2020-11-30）.